# Paso de Maruja
El paso de Maruja (en ruso: Мару́хский перева́л, en georgiano: მარუხის უღელტეხილი) es un puerto de montaña a 2748 m (otras fuentes dan 2739 m), fronterizo entre la república de Karacháyevo-Cherkesia de Rusia y el distrito de Gulripshi de Abjasia/Georgia. Aprovecha los valles del río Maruja (de la cuenca del Kubán) y Atsgara (afluente del Kodori).

## Historia
Durante la batalla del Cáucaso, desde finales de agosto hasta principios de septiembre de 1942, se produjeron intensos combates en la zona del paso de Maruja.
En la segunda quincena de agosto, la Wehrmacht irrumpió en los principales pasos de la cordillera principal del Gran Cáucaso y encontró una feroz resistencia por parte del 46.º ejército del teniente general Kostantín Leselidze (Frente Transcaucásico). En el paso de Maruja, las unidades del 808.º Regimiento de Infantería estaban ubicadas en el primer escalón de defensa, y las unidades del 810.º Regimiento de Infantería de la 394.ª División de Infantería de Krivói Rog estaban ubicadas en el segundo escalón.
Del 27 de agosto al 1 de septiembre de 1942 se produjeron tenaces batallas en los accesos al paso de Maruja, y el 5 de septiembre comenzó la ofensiva de la 1.ª División de Montaña Edelweiss, destinada a capturar el paso, que acabó con éxito al final del día. El avance de las tropas alemanas fue detenido entre un kilómetro y medio y dos kilómetros al sur del paso de Maruja por unidades del 810.º Regimiento de Infantería en una línea defensiva cerca del monte Maruja-Bashi, que bloqueó el acceso al desfiladero del Maruja. Después de varios días de lucha por la posesión de esta línea, el 7 de septiembre llegaron refuerzos a los soldados del 810.º regimiento en forma de tres batallones de las 107.º, 155.º brigadas de fusileros y la 2.ª Escuela de Infantería de Tbilisi. La lucha por esta línea continuó con éxito variable a lo largo de septiembre y octubre de 1942. Sin embargo, el 25 de octubre, las unidades soviéticas capturaron una serie de posiciones clave en los accesos al paso (altura 1176, etc.), se afianzaron en ellas y lucharon tenazmente contra los contraataques enemigos hasta finales de 1942. En enero de 1943, con la transición de las unidades soviéticas a una ofensiva general, el enemigo retiró sus unidades del paso de Maruja hacia el norte.
Se cree que el fracaso del ataque alemán a través del paso de Maruja hacia la retaguardia de las tropas soviéticas que operaban en dirección a Tuapsé y Novorosisk jugó un papel importante en la interrupción de los planes del comando alemán de desarrollar una ofensiva en el Transcaucasia.
En el verano de 1962, los restos de los soldados muertos fueron retirados cuidadosamente del glaciar de Maruja y enterrados nuevamente en el parque de la stanitsa Zelenchúkskaya. En las décadas de 1960 y 1970, atletas de Krivói Rog realizaron varias caminatas y colocaron un cartel conmemorativo en la cima.